# Leicester Town Hall

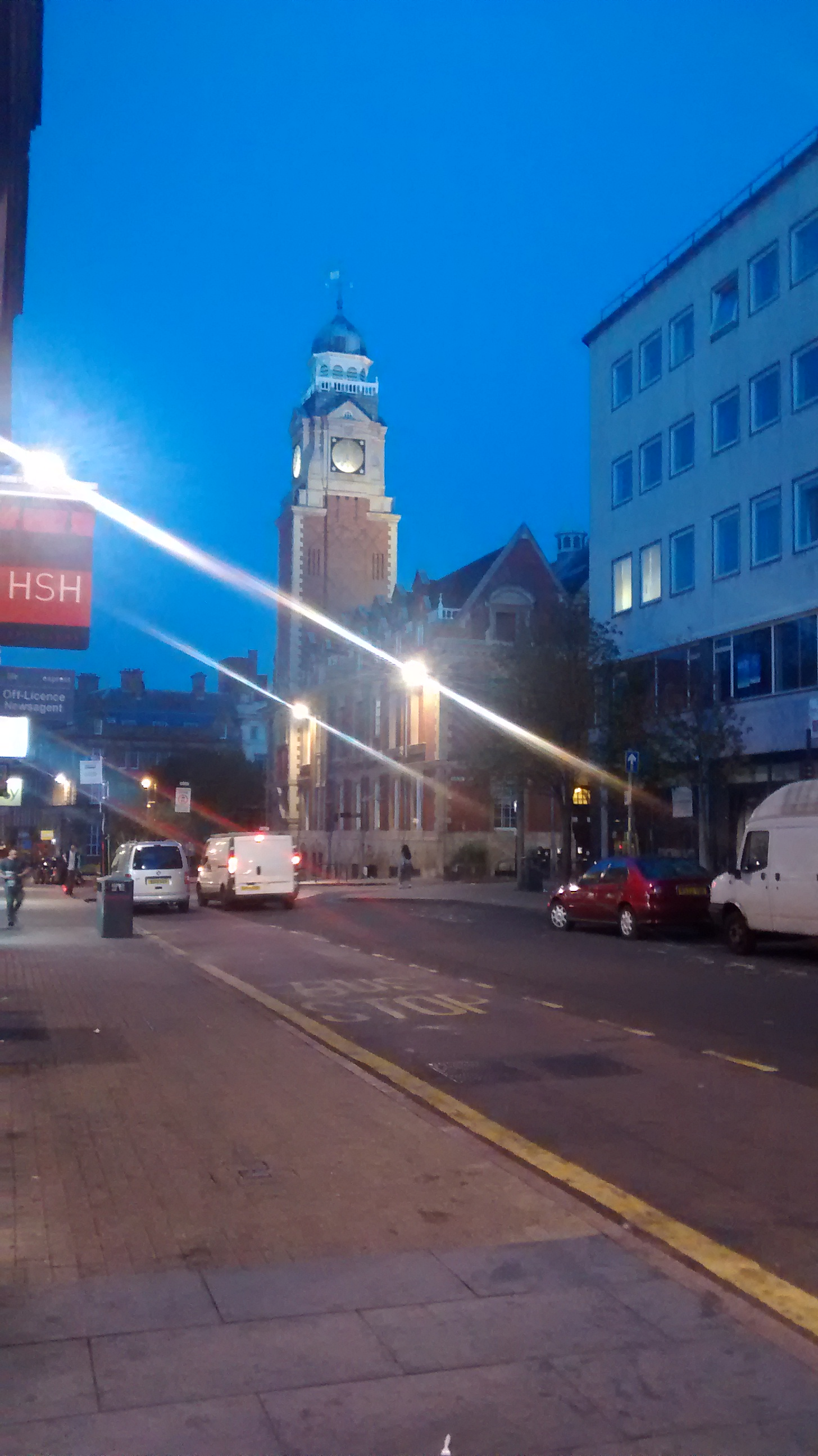
Ratusz od strony zachodniej

Leicester Town Hall – ratusz w centrum miasta Leicester w Wielkiej Brytanii wybudowany w 1876 r.
Ratusz mieści się przy Town Hall Park między ul. Horsefair, Bishop, Bowling Green.
Architektem budynku był Francis Hames. Budowa ratusza rozpoczęła się w 1874 r. i w ciągu dwóch lat budynek w całości został oddany do użytku publicznego.
Ratusz został wybudowany na dawnym miejscu miejskiego targowiska bydła.
Ratusz jest również otwarty dla grup wycieczkowych w każdą pierwszą środę miesiąca.
Naprzeciw ratusza znajduje się skwer z zabytkową fontanną.
Powierzchnia ratusza zajmuje prawie 7000 m².